# جم (غيزانية)
جم (بالفارسية: جامع) هي قرية وتقع في إيران في قسم غيزانية الريفي. يقدر عدد سكانها بـ 125 نسمة بحسب إحصاء 2016.